# Mutavaquil II
Abul Ize Abdalazize Mutavaquil Alalá (Abu al-Izz Abd al-Aziz al-Mutawakkil ala Allah), dito Mutavaquil II do Cairo (em árabe: المتوكل على الله), foi o décimo-quinto califa abássida do Cairo sob os sultões mamelucos do Egito entre 1479 e 1497.

## História
Abul Ize Abdalazize era filho de Almostaim, o único califa que também foi sultão do Egito por um breve período em 1412. Ele sucedeu ao tio, Almostanjide, como califa abássida no Cairo em 1479. Seu reinado coincidiu quase totalmente com o do sultão mameluco burjida Qaitbay (até 1496) e, posteriormente, com o do filho dele, Nácer Maomé.
Mutavaquil II morreu em 1497 e seu filho, Almostancique, o sucedeu.